# مدرناچ
مدرناچ (به لاتین: Medernach) یک منطقهٔ مسکونی در لوکزامبورگ است که در ارنزدال‌گمنگ واقع شده‌است.